# ヒットマンズ・レクイエム
『ヒットマンズ・レクイエム』（原題：In Bruges）は、2008年に製作されたイギリスとアメリカ合衆国の映画。

## ストーリー
ロンドンでひと仕事を終えたばかりの新米殺し屋レイとベテラン殺し屋ケンは、ボスの命令でブルッヘを訪れる。地元の女性クロエにひと目惚れしたレイは彼女をデートに誘うことに成功。一方ケンは、ロンドンの仕事である失敗を犯したレイを抹殺するようボスから命令される…。

## キャスト
| 役名       | 俳優                     | 日本語吹替 |
| ---------- | ------------------------ | ---------- |
| レイ       | コリン・ファレル         | 松本保典   |
| ケン       | ブレンダン・グリーソン   | 長克巳     |
| ハリー     | レイフ・ファインズ       | 小杉十郎太 |
| クロエ     | クレマンス・ポエジー     | 恒松あゆみ |
| エイリック | ジェレミー・レニエ       | 阪口周平   |
| ナタリー   | エリザベス・ベリントン   |            |
| カナダの男 | ゼリコ・イヴァネック     |            |
| デニス     | アンナ・レー             |            |
| ジミー     | ジョーダン・プレンティス | 百々麻子   |
| マリー     | テクラ・ルーテン         |            |

## 受賞・ノミネート
第81回アカデミー賞
- ノミネート：脚本賞 - マーティン・マクドナー

第66回ゴールデングローブ賞
- ノミネート：作品賞 (ミュージカル・コメディ部門)
- 受賞：主演男優賞 (ミュージカル・コメディ部門) - コリン・ファレル
- ノミネート：主演男優賞 (ミュージカル・コメディ部門) - ブレンダン・グリーソン

第62回英国アカデミー賞
- ノミネート：助演男優賞 - ブレンダン・グリーソン
- 受賞：脚本賞 - マーティン・マクドナー
- ノミネート：編集賞 - ジョン・グレゴリー
- ノミネート：英国作品賞